# Al Mawkif
Al Mawkif (arabe : الموقف), également orthographié El Mawqaf et signifiant Position en français, est un hebdomadaire tunisien arabophone, de douze à seize pages, qui paraît le jeudi sous format tabloïd.
Fondé le 12 mai 1984, il est l'organe du Rassemblement socialiste progressiste, devenu en 2001 le Parti démocrate progressiste (PDP), qui devient, le 9 avril 2012, Al Joumhouri. Il est surtout diffusé à Tunis, mais aussi dans quelques pays étrangers, notamment en France et dans certains pays arabes. Imprimé par la Société nouvelle d'impression, de presse et d'édition, il adopte une ligne éditoriale critique vis-à-vis du régime de Zine el-Abidine Ben Ali.

## Historique

### Débuts difficiles
Al Mawkif est fondé le 12 mai 1984, après que le Rassemblement socialiste progressiste, parti qui n'est alors pas reconnu officiellement, reçoit un visa pour la publication en 1983. Il fait l'objet de plusieurs mesures de saisies et de suspensions en 1984-1985 et cesse de paraître en septembre 1985. Entre juin 1988 et le 13 avril 1989, plusieurs numéros ne paraissent pas, soit pour des raisons « techniques », soit en raison de la saisie de l'imprimerie. La parution est d'ailleurs interrompue volontairement le 13 avril 1989, et ce jusqu'en février 1990.
Al Mawkif cherche à reparaître de façon régulière en 2001, après une suspension de sept ans et des parutions irrégulières et faibles (5 000 exemplaires). Le numéro 198, sorti le 12 janvier 2001, est saisi et le numéro 199 du 18 janvier ne peut pas être imprimé, la société d'impression ayant connu des « problèmes techniques ». Dans un communiqué, le Rassemblement socialiste progressiste explique « qu'un périodique ne peut changer d'imprimerie selon les dispositions de l'actuel Code de la presse qu'après un préavis de dix jours adressé au ministre de l'Intérieur ». En août 2001, le journal est confisqué des kiosques selon la direction du parti, devenu le PDP, en raison d'un article critique envers le gouvernement. Le numéro 213 est, lui, autorisé à être vendu seulement au kiosque situé à proximité du cabinet de l'avocat Ahmed Néjib Chebbi, ce qui s'apparente à de la « censure déguisée » pour la Ligue tunisienne des droits de l'homme (LTDH)
Avec l'aide de cinq employés, Rachid Khéchana, également correspondant à Tunis d'Al-Hayat, fait paraître des articles absents du reste de la presse, comme des rapports d'organisations de droits de l'homme critiquant le gouvernement de Ben Ali, des articles sur des contrats fonciers douteux réalisés par des membres du gouvernement ou sur l'augmentation des prix alimentaires. Le journal passe de quatre à douze pages et son tirage décuple pour atteindre 10 000 exemplaires. Mais il ne bénéficie d'aucune subvention publique et d'aucune ressource publicitaire publique car, selon la loi, le parti qui lui est rattaché, en l'occurrence le PDP, doit être présent au Parlement, ce qui n'est pas le cas. L'hebdomadaire ne survit donc que grâce aux bénéfices réalisés, aux souscriptions et aux donations, car il est également largement boycotté par les annonceurs. Ainsi, dans le numéro 219 du 14 décembre 2001, Al Mawkif lance un appel à l'aide à ses lecteurs, annonçant que ses difficultés économiques risquent de le faire disparaître à nouveau. Le gouvernement utilise donc cette fragilité pour opérer une pression financière sur l'hebdomadaire ; comme l'explique Khéchana, « chaque semaine, nous devons calculer le risque. Quand nous choisissons un titre, nous devons penser à quel point il va contrarier le gouvernement ».

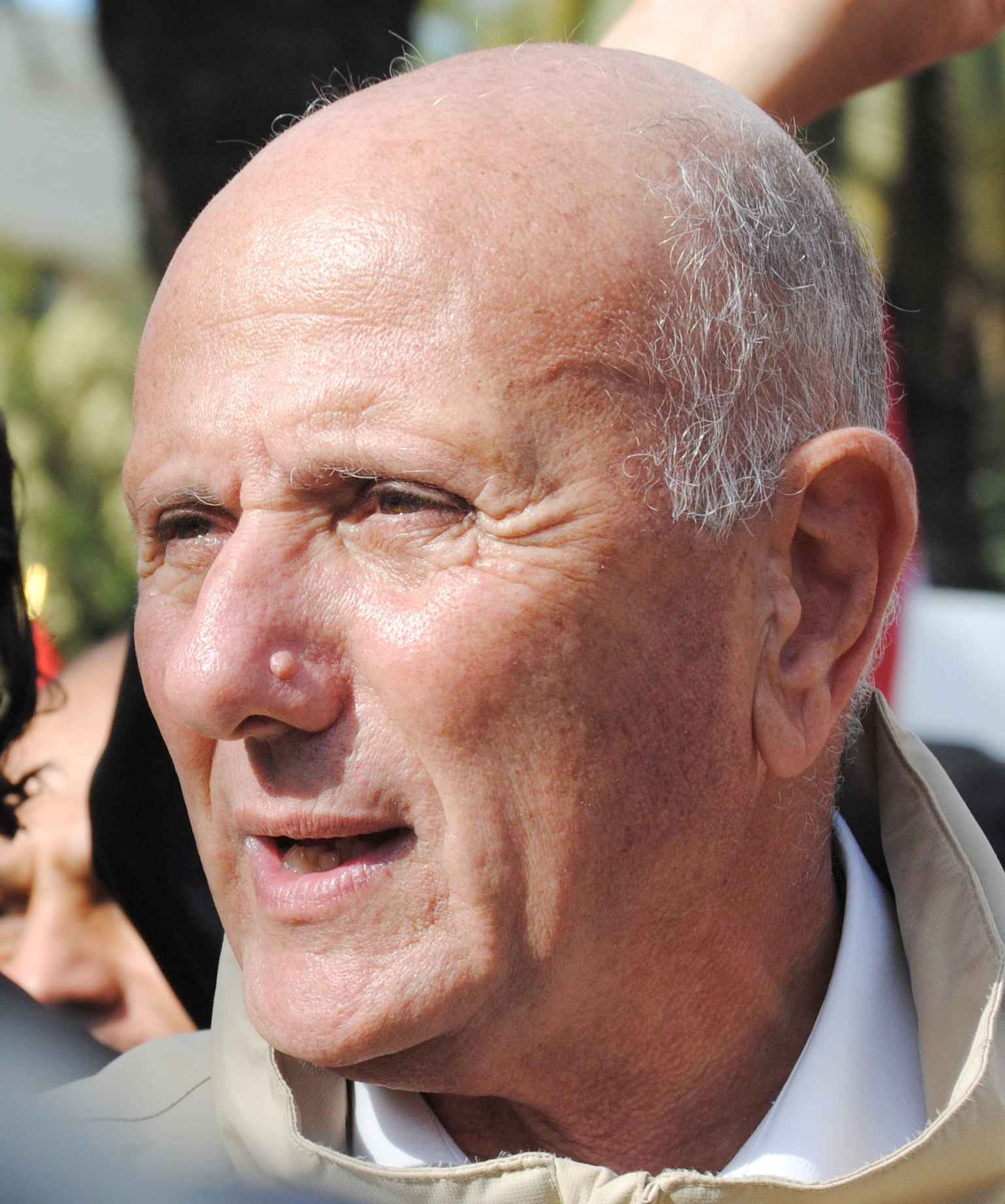
Ahmed Néjib Chebbi, le 28 janvier 2012.

En 2004, un article appelant à une enquête sur le transport ferroviaire en Tunisie donne lieu à des poursuites en diffamation contre Chebbi dont le procès a lieu en avril 2005. Le 18 janvier 2005, le gouvernement saisit tous les exemplaires du journal pour des articles jugés « provocateurs » qui prévoyaient une augmentation rapide des prix du pain. Les autorités ont aussi interdit la publication du 14 juillet ; certains observateurs estiment que cela s'explique par l'inclusion d'un éditorial du rédacteur en chef du quotidien panarabe Al-Quds al-Arabi qui menace de ne plus distribuer le journal en Tunisie en raison de la censure. Toutefois, l'éditorial en question est inclus dans un numéro ultérieur d'Al Mawkif.
Le 20 septembre 2007, Chebbi et Maya Jribi entament une grève de la faim pour protester contre une plainte du propriétaire des locaux du journal quant à l'utilisation abusive qui était faite de l'appartement loué, car ils sont en fait le siège du PDP. Un compromis est finalement trouvé avec le propriétaire qui abandonne les poursuites en contrepartie d'un nouveau contrat de bail, Chebbi et Jribi cessant leur grève le 20 octobre,. Le Groupe de veille sur la Tunisie estime que cette plainte est orchestrée par le régime de Ben Ali tandis que les autorités nient toute implication en expliquant qu'il s'agit d'un « litige entre un propriétaire d'immeuble et son locataire ». Le 28 septembre et le 2 octobre, le journaliste d'Al Jazeera ayant l'intention de couvrir l'événement, Lotfi Hajji, se voit empêcher de pénétrer les locaux du journal.
À partir du 14 mars 2008, Al Mawkif publie une série d'articles sur les violations des droits de l'homme en Tunisie, sur la candidature à l'élection présidentielle de 2009 de Chebbi et sur un contrat douteux impliquant un homme d'affaires proche de Ben Ali. Selon Khéchana, des exemplaires du journal ont alors commencé à disparaître des kiosques pendant quatre semaines entre mars et avril, la police secrète les ramassant par paquets. De plus, de nombreux exemplaires ne seraient même pas distribués par la Société tunisienne de presse (Sotupresse), ce que dément son directeur général Saleh Nouri, qui explique que sa société opère « librement ».
Les ventes chutent en tout cas à 744 exemplaires en une semaine. Le Comité pour la protection des journalistes dit avoir contacté les autorités tunisiennes qui n'auraient pas souhaité répondre. Les membres de la rédaction et des militants du PDP décident de vendre eux-mêmes Al Mawkif dans les rues de Tunis mais le 17 avril, la militante Naima Hasni étant, selon Reporters sans frontières, bousculée par des policiers en civil sur l'avenue Habib-Bourguiba alors qu'elle essaye de vendre le journal aux passants.

### Affaire de l'huile frelatée
De plus, après la publication le 4 avril d'un article de Khéchana (qui se basait sur un reportage du quotidien algérien El Khabar) sur la distribution d'une huile frelatée et qui citait un rapport des autorités algériennes interdisant l'importation d'huile, cinq sociétés de commercialisation de marques d'huile d'olive poursuivent Khéchana et Chebbi en justice pour « diffamation ». Au total, les plaignants requièrent des dommages et intérêts s'élevant à 500 000 dinars tunisiens, chacune demandant 100 000 : ils reprochent à Al Mawkif d'avoir publié de fausses informations qui impliquent que la Tunisie importe illégalement de l'huile contaminée d'Algérie. Le fait est que l'article en question ne citait aucune de ces sociétés, qui n'ont pas agi de concert selon leur avocat Hassan al-Thabeet qui dit avoir été contacté séparément. Un an plus tard, le tribunal de première instance de Tunis juge « irrecevables » les plaintes engagées à l'encontre d’Al Mawkif. Pour Chebbi, il s'agissait d'une stratégie du président pour « contrer sa campagne » à l'élection présidentielle de 2009, alors que le pouvoir dément formellement être à l'origine du procès intenté par des sociétés privées.

### Censures par la confiscation
Le numéro 506 du 12 juillet 2009 de l'hebdomadaire est semble-t-il censuré par les autorités, sa une étant consacrée à l'agression à Al-Hichriya de leaders du PDP par le service d'ordre du Rassemblement constitutionnel démocratique (RCD), le parti au pouvoir. Maya Jribi, l'une des victimes et secrétaire générale du PDP, y est l'auteur d'un article intitulé « J'accuse le ministre de l'Intérieur... » et visant Rafik Belhaj Kacem. Le correspondant de Reporters sans frontières en Tunisie dit avoir constater l'absence du numéro le 13 juillet dans les points de vente à Tunis, alors que l'hebdomadaire est tiré à 8 000 exemplaires. Khéchana estime qu'il s'agit d'« une saisie illégale qui n'ose pas dire son nom », tandis que les autorités affirment dans un communiqué que le « numéro a été distribué de manière ordinaire et [qu'il] se trouve en vente dans les kiosques tout comme les autres journaux et magazines ».
Le 27 mars 2010, Khéchana estime que les autorités ont confisqué les tirages du journal car il citait un rapport de Human Rights Watch sur les atteintes aux droits de l'homme en Tunisie.
Le 16 juillet, Al Mawkif aurait été victime de censure selon Khéchana, qui explique qu'il était « impossible de trouver le journal dans les kiosques »,, 10 000 copies ayant disparu, confisqués semble-t-il par des agents de sécurité. Khéchana ajoute toutefois que la Sotupresse continue d'« assurer avoir remis tous les exemplaires en main propre aux revendeurs ». Toujours selon ce dernier, « des gens sont chargés de reprendre tous les journaux, ils les ramassent et ces exemplaires sont considérés comme des invendus ».
Un communiqué gouvernemental transmis à l'Agence France-Presse le 18 juillet dément pour sa part cette information et assure que « le dernier numéro du journal El-Maoukif a été diffusé normalement, et ce contrairement aux allégations devenues coutumières des responsables de ce journal ». Selon Khéchana, ce qui pourrait expliquer la « censure », tout en précisant lui-même qu'il ne s'agit que de « supputations », est la publication d'un texte faisant office de « pacte républicain » ou celle d'un poème de Taoufik Ben Brik. Khéchana explique que le texte est en fait un « pacte républicain réalisé en commun avec le PDP dans lequel nous disons notre souhait de voir le président Ben Ali s'en aller en 2014, date à laquelle il aura 75 ans, âge maximum pour exercer la présidence selon la Constitution de 1959 ». Le PDP propose ainsi de limiter le nombre de mandats à deux pour éviter la « présidence à vie », qu'il dénonce. Le poème quant à lui s'intitule Nali ; Ben Brik l'explique ainsi : « [Nali] signifie la semelle [...] une semelle qui empeste, qui sent le bouc, vieille, trouée, qui laisse pénétrer de l'air et que même un cireur ne réussirait pas à cirer ». Il s'agit en fait d'un portrait du président à qui Ben Brik estime qu'il lui « devait une revanche [...] pour l'avoir laissé en prison pendant six longs mois ». Al Mawkif a aussi publié un article qui soulève des inquiétudes sur la santé du journaliste Fahem Boukadous, asthmatique et en garde à vue à l'époque de la parution.

### Panne technique et grève de la faim
Le 23 septembre, l'imprimeur privé Méga Pub évoque des « problèmes techniques » pour justifier son incapacité à imprimer le numéro 561. Le directeur de l'imprimerie, Mohamed Moncef Ben Halima, dit avoir informé dès le 22 septembre la direction d’Al Mawkif de cette panne et avoir proposé deux options à Khéchana : retarder l'impression du journal de 24 heures le temps de réparer le matériel, ou recourir à une autre imprimerie et supporter conjointement la différence de 700 dinars (300 dinars pour Méga Pub et 400 dinars pour Al Mawkif). Khéchana aurait refusé les deux offres et demandé que son journal soit prêt à temps sans aucune charge. Selon Chebbi, le prétexte de la panne n'est qu'une manœuvre des autorités et il entame alors une grève de la faim pour protester contre ce qu'il considère être « une dérive répressive frappant le journal » et qu'il ne compte achever que lorsque « le journal Al-Mawkif soit normalement imprimé et diffusé ». Pour lui, le matériel de la société est intact, mais le numéro est censuré car il comporte en une un article d'Iyed Dahmani, correspondant à Paris,. Cet article évoque la tentative de vol en août, par trois agents de la police politique tunisienne, d'enregistrements d'une interview d'un ancien secrétaire d'État tunisien au ministère de l'Intérieur, Ahmed Bennour, proche de Ben Ali avant son coup d'État du 7 novembre 1987. Cette interview était réalisée par un journaliste d'Al Jazeera, Ahmed Mansour, dans le cadre de l'émission Témoin du siècle. Mansour porte plainte auprès des services de police français et une enquête est ouverte, deux des trois personnes impliquées dans cette affaire ayant été identifiées.

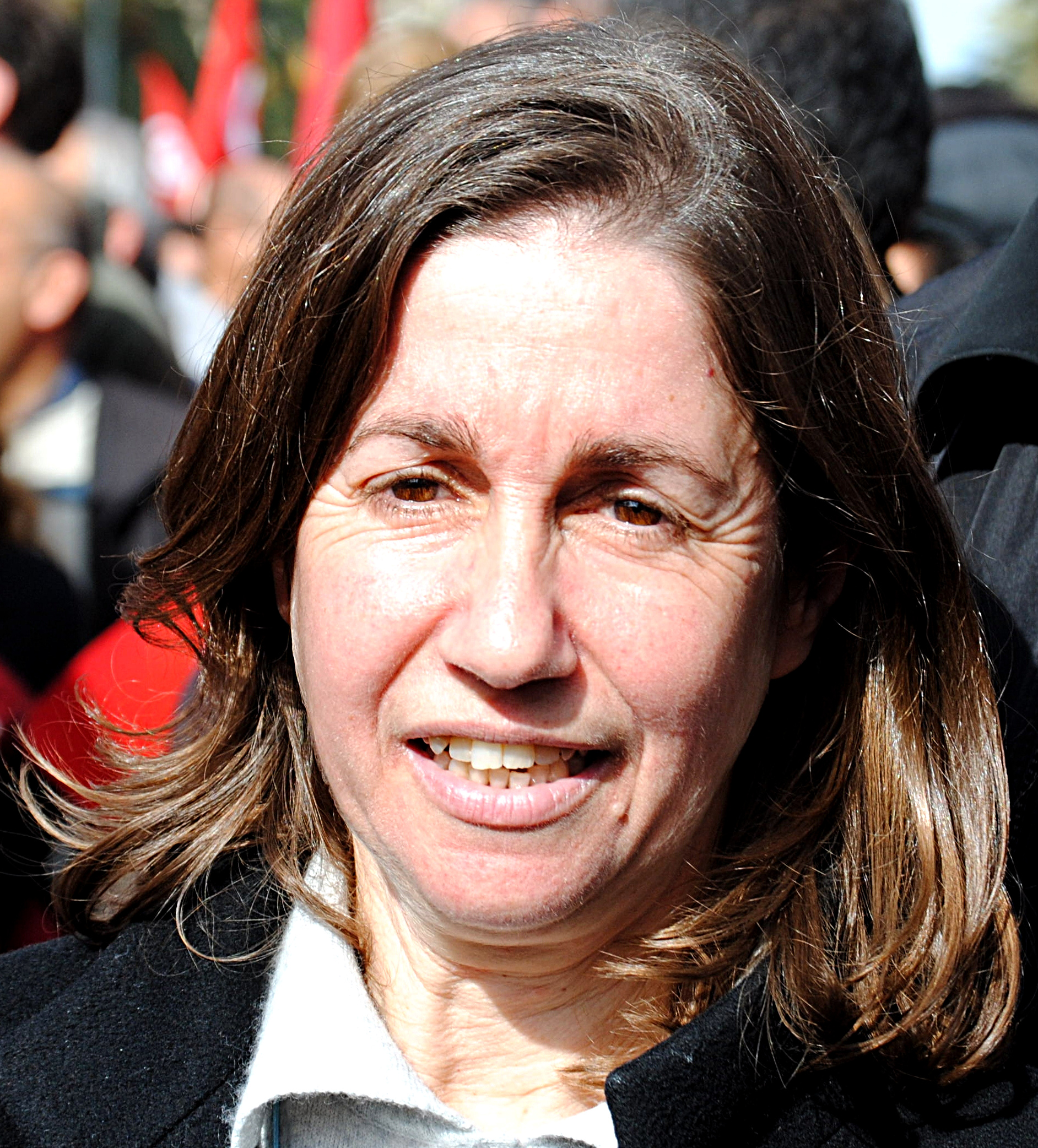
Maya Jribi, le 28 janvier 2012.

Le 27 septembre, Maya Jribi rejoint Chebbi dans sa grève de la faim. Le ministère de l'Intérieur autorise alors l'impression et la livraison de la totalité des exemplaires imprimés dans les locaux du journal mais la police interdit leur diffusion en kiosque. Le lendemain, la Sotupresse réalise la distribution du numéro 561, ce qui met un terme à la grève de la faim de Chebbi et Jribi.

### Révolution de 2011
Le 7 janvier 2011, l'étudiant Wissem Essghaier, responsable des pages « Jeunesse » d’Al Mawkif, est arrêté à proximité du siège du PDP alors qu'il attendait un journaliste étranger. Il est libéré le 13 janvier, la veille du départ de Ben Ali pour l'Arabie saoudite.

## Contributeurs
- Taoufik Ben Brik
- Sihem Bensedrine
- Slim Boukhdhir
- Mohamed Salah Fliss
- Mohamed Fourati
- Mohamed Goumani
- Mohamed Krichen
- Mehdi Mabrouk
- Zouhair Makhlouf
- Riadh Sidaoui